# 포천 화산서원
포천 화산서원(抱川 花山書院)은 대한민국 경기도 포천시 가산면 방축리에 있는 조선시대의 서원이다. 1975년 9월 5일 경기도의 기념물 제46호로 지정되었다.

## 개요
오성 대감으로 알려진 이항복(1556∼1618)의 덕을 추모하기 위해 세운 서원이다.
이항복은 조선 중기 문신으로 선조 13년(1580) 문과에 급제하였다. 호조참의 동승지 등의 벼슬을 거치고 병조판서와 영의정을 역임하였다. 당쟁의 조정에 힘썼으며 후에 청렴한 관리로서 ‘청백리’에 추대되었다.
인조 9년(1631) 세운 이 서원은 숙종 46년(1720)에 국가에서 인정한 사액서원으로 ‘화산’이라는 이름을 받았다. 흥선대원군의 서원철폐령으로 고종 5년(1868)에 폐쇄되었다가 1971년 지방 유림에서 복원하여 오늘에 이르고 있다.
경내의 건물로는 인덕각과 동강재, 필운재 등과 출입문인 내·외삼문이 있다. 인덕각은 이항복의 위패를 모시고 있는 건물로 앞면 3칸·옆면 1칸 반 규모이다. 지붕은 옆면에서 볼 때 사람 인(人)자 모양인 맞배지붕으로 꾸몄으며, 각 칸 마다 문을 달았는데 가운데 칸을 넓게 조성하여 제사지내기에 용이한 구조이다. 동강재와 필운재는 강당을 겸한 재실로서 학문을 토론하거나 유림이 모임을 갖는 장소로 쓰고 있다.
이곳에서는 해마다 9월 제사를 지낸다.

## 같이 보기
- 이항복

## 참고 자료
- 화산서원 - 국가유산청 국가유산포털